# 傑出副擬花介
傑出副擬花介（学名：Paracytherois levis）为魚形介科副擬花介屬下的一个种。